# 泰拉茨
泰拉茨（法語：Terrats，法語發音：[tɛʁats] ⓘ）是法国东比利牛斯省的一个市镇，属于塞雷区。

## 地理
泰拉茨（42°36'32"N, 2°46'17"E）面积7.32 平方千米，位于法国奧克西塔尼大區东比利牛斯省，该省份为法国大陆部分最南部的省份，涵盖了北加泰罗尼亚，北起奥德省，西接阿列日省和安道尔，南与西班牙接壤，东临地中海。
与泰拉茨接壤的市镇（或旧市镇、城区）包括：于皮亚、特鲁亚斯、富尔克、蒙托里奥勒、卡斯泰尔努、圣科隆布-德拉科芒德里。
泰拉茨的时区为UTC+01:00、UTC+02:00（夏令时）。

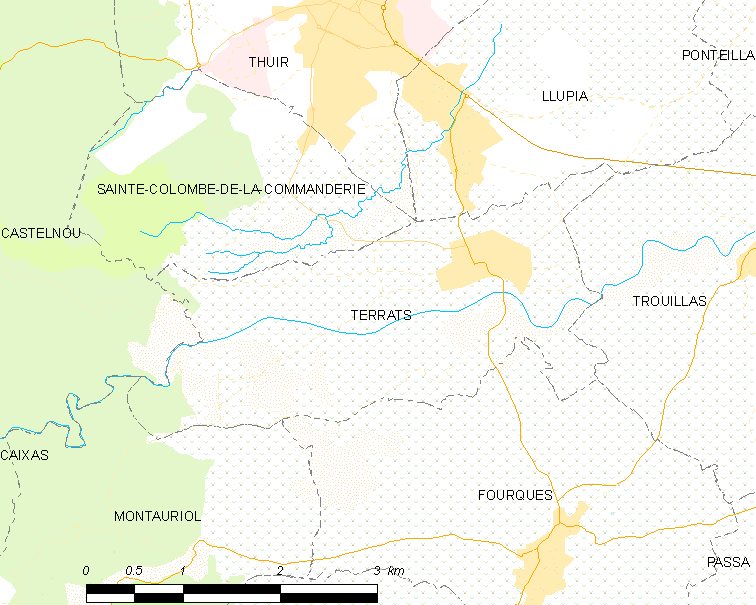
泰拉茨的OSM定位图

## 行政
泰拉茨的邮政编码为66300，INSEE市镇编码为66207。

## 政治
泰拉茨所属的省级选区为莱萨斯普尔县。

## 人口

1962-2008年间泰拉茨人口变化图示

泰拉茨于2022年1月1日时的人口数量为799人。